# 新村路
新村路是中華人民共和國上海市普陀區的一條道路，西起真南路，東至滬太路。長3850米。該道路建於1926年，建成時因位於暨南大學周邊的暨南新村附近而得名新村路。1953年該道路進行修整。1997年，該道路西端從嵐皋路延伸至真南路。2000年，新村路的灵石路段至真华路段拓寬。